# Монтебуљио
Монтебуљио је насеље у Италији у округу Вербано-Кузио-Осола, региону Пијемонт.
Према процени из 2011. у насељу је живело 194 становника. Насеље се налази на надморској висини од 483 м.